# 湯本明子
湯本 明子（ゆもと あきこ、1932年<昭和7年>10月31日 - ）は、愛知県名古屋市出身の作家・文学研究者。
杉田久女の研究および寺田守研究を専門分野とする。

## 人物
名古屋市に生まれる。1953年（昭和28年）に愛知県立女子短期大学国文科を卒業。卒業後、愛知県海部教育事務所指導主事として勤務。結婚後武豊町立武豊中学校へ転じた。1964年（昭和39年）まで中学校教諭として勤務した。
自分の手で子育てしたいという思いから中学校教諭の職を辞し、退職後は豊田市に移住した。
湯本は国文科の出ではあるが、中学校教諭普通二種国語科と英語科の2教科の教員免許を持っており、豊田市立中学校で英語講師として勤務。また自宅に英語塾を開いたりと、引き続き教育現場に身を置いた。
人生の転機となったのは1987年（昭和62年）の春、陶芸仲間と愛知県小原村（現豊田市）を訪ねた旅行であった。たまたま目に入った「杉田久女、墓地、句碑」の標柱に惹かれ、松本・東京・小倉・東京芸大まで杉田久女の足跡を追うことになったのだ。カルチャーセンターの「小説の書き方教室」にも足を運ぶなど、かねてより文章を書くことには関心があったこともあり、同年には名古屋近代文学史研究会誌に「杉田久女」と称した連載も開始した。この連載は同誌以外に俳誌『若竹』にも掲載されるほどであった。連載は1998年（平成10年）12月まで掛かってようやく完結を見た。連載は『俳人杉田久女の世界』（本阿弥書店）として1冊の本に結実した。『俳人杉田久女の世界』は中部ペンクラブ賞を受賞している。
その間1991年（平成3年）には矢作新報にも小説『風のゆくえ』を連載。1996年（平成8年）には小説『時の底で』、1994年（平成6年）には「屋根の下の他人」をそれぞれ発表している。
1996年（平成8年）には「第56回コスモス文学新人賞（掌編部門）」を受賞している。
2000年（平成12年）には第11回朝日中部俳句大会朝日新聞社賞を受賞している
豊田市出身の文学者である寺田守の研究にも着手し、1999年（平成11年）には寺田守の雑誌「黄峰」5冊の復刻も果たしている。